# 판광단

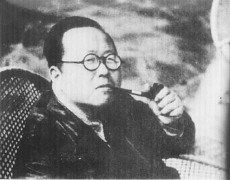
판광단

판광단(반광단, 중국어: 潘光旦, 병음: Pān Guāngdàn, 1899년 8월 13일 ~ 1967년 6월 10일)은 중국의 사회학자, 교육자이다.

## 생애
판광단은 1913년 베이징의 칭화 대학에 들어갔으며 재학 기간 량치차오에게서 역사연구법 등을 사사하였다. 1922년 다트머스 대학에 유학하여 사회생물학을 전공하였다. 1926년에는 컬럼비아 대학에서 우생학을 전공하여 석사 학위를 취득하였다. 1927년 상하이의 광화 대학(光華大學) 교수로 부임하였고 인문학 단체 '신월파(新月派)'의 동인으로 참여하였다. 상하이 광화 대학 사회학과 주임, 문학원 원장을 역임하였으며, 1934년에는 칭화 대학의 사회학과 교수가 되었다. 판광단은 어릴 적에 오른쪽 다리를 사고로 잃은 장애인이었다. 칭화 대학이 중일전쟁으로 후난성 창사로 옮기면서는 1937년 국립 창사임시대학 사회학과 교수, 교무처장을 지냈으며, 1938년부터는 윈난성 쿤밍의 국립 서남연합대학 사회학과 교수, 주임, 교무처장, 도서관장 등을 역임하였다. 1946년부터 1951년까지는 칭화 대학의 도서관장을 역임하였다. 그는 천다, 우원짜오, 우징차오 등과 함께 중국 사회학의 초기 주요 연구자 중 한 사람이었으며 유명한 우생학자, 교육학자, 심리학 연구자이기도 했다. 민주적 정치인으로서도 활동을 겸하여 1936년에는 베이핑에서 장둥쑨, 장쥔마이, 뤄룽지 등이 활동했던 중국 국가사회당에 참여하였고 1943년에는 뤄룽지의 소개로 중국 민주정단동맹에 가입하여 중앙상임위원 등을 역임하였다. 중화인민공화국 성립 후 1949년 중국 민주 동맹 중앙상임위원 겸 정무원 문화교육위원회 위원, 정협위원 등을 역임하였다. 1952년 칭화 대학의 사회학과 폐지 이후는 베이징 중앙민족대학 교수로 있었으며 1957년에는 반우파운동으로 우쩌린, 우원짜오, 페이샤오퉁 등 교수들과 함께 하방하였다. 문혁 초기였던 1967년 베이징에서 병사하였다. 1979년에 덩샤오핑에 의해서 정치적, 학문적 지위를 회복하였다. 주요 저서로 <풍소청>, <중국의 가정문제>, <자유의 길>, <가보학>, <인문사관>, <우생학 개론> 등이 있다.